# Tuborgfondet
Tuborgfondet blev etableret d. 9. februar 1931 af De Forenede Bryggerier A/S (Tuborg) i anledning af 40-årsdagen for selskabets stiftelse. Tuborgfondet virker til gavn for samfundet og særligt dansk erhvervsliv og arbejder for, at unge i alderen 16-30 år får flere muligheder for i fællesskab at skabe en håbefuld og bæredygtig fremtid. For som samfund når vi aldrig længere end ungdommens drømme. Og som erhvervsliv når vi aldrig længere end næste generations handlekraft, mod og evne til at tænke nyt. Derfor er Tuborgfondets målgruppe ungdommen. Tuborgfondet støtter unge og organisationer, der styrker ungdommens muligheder for indflydelse og engagement i samfundet.
Tuborgfondet er en del af Carlsbergfondet og dermed en del af Carlsbergfamilien, der også tæller Carlsberg Group, Carlsberg Research Laboratory, Det Nationalhistoriske Museum på Frederiksborg slot, Ny Carlsbergfondet og Ny Carlsberg Glyptotek.
Tuborgfondet har gennemgået en række forskellige tilpasninger. I 1991, godt 20 år efter fusionen mellem Carlsberg og Tuborg, blev Tuborgfondet fusioneret ind i det erhvervsdrivende fond, Carlsbergfondet og er i dag afdeling D i Carlsbergfondet.
Tuborgfondets oprindelige fundats angiver, at fondet skal ”virke for samfundsgavnlige formål, særligt til støtte for dansk erhvervsliv”, og dette er videreført i Carlsbergfondets fundats § 11. Tuborgfondets formålsparagraf er gennem tiden blev omsat til handling med respekt for både stifters vilje samt de samfundsmæssige udfordringer og muligheder, der til enhver tid sætter rammerne for fondets virke. Tuborgfondets formålsparagraf udfoldes i fondets strategi, som giver retning for fondets virke og uddelinger.

## Støtte
Tuborgfondet uddeler årligt 60-70 millioner kroner. Midlerne kommer fra Carlsbergfondet, der er hovedaktionær i Carlsberg A/S, verdens tredje største bryggeri, og som hver år uddeler sit aktieudbytte til velgørende formål. Tuborgfondet uddeler 13 pct. af Carlsbergfondets samlede bevillinger i det enkelte regnskabsår.
Tuborgfondets målgruppe er unge fællesskaber fra 16 til 30 år og organisationer, der deler vores ambition om at styrke unges mod, evner og handlekraft.

## Ledelse
Tuborgfondet ledes af en sekretariatschef og en bestyrelse, der udpeges af bestyrelsen for Carlsberg A/S. Carlsbergfondet vælger et medlem blandt medlemmerne af Carlsbergfondets bestyrelse.
Tuborgfondets sekretariatschef er siden 2019 Peter Giacomello.

### Bestyrelse
- Trine Nielsen, forperson, tidligere Direktør for uddannelse og viden, DMJX[2]
- Jens Hjort, professor i astrofysik ved Niels Bohr Instituttet
- Allan Fenger, CEO Loop Consulting, iværksætter og investor
- Ida Mosegaard Schiellerup, ESG- og bæredygtighedsanalytiker i PensionDanmark, Cand.scient.pol
- Camilla Wang, Rektor på Professionshøjskolen Absalon, Cand.mag i dansk & psykologi
- Morten Skovdal, Professor i brugerinddragelse ved Københavns Universitet, Msc International Child Health
- Christian Wulff Søndergaard, Vice President Corporate Affairs Carlsberg